# Gala-Yuzawa-Linie
| Shinkansen-Baureihe 200 Tanigawa auf der Gala-Yuzawa-Linie |                      |                                          |                                          |
| Streckenlänge: | 1,8 km               |                                          |                                          |
| Spurweite: | 1435 mm (Normalspur) |                                          |                                          |
| Stromsystem: | 25 kV, 50/60 Hz ~    |                                          |                                          |
| |                      |                                          |                                          |
| \| \| \| ↑JR East: Jōetsu-Linie/Jōetsu-Shinkansen \| \| \| \| 0.0 \| Echigo-Yuzawa (越後湯沢駅) \| Echigo-Yuzawa (越後湯沢駅) \| \| \| \| \| \| \| \| 1,8 \| Gala-Yuzawa (ガーラ湯沢駅) \| Gala-Yuzawa (ガーラ湯沢駅) \| \| \| \| ↓JR East: Jōetsu-Linie/Jōetsu-Shinkansen \| \| |                      |                                          |                                          |
| Strecke · Strecke |                      | ↑JR East: Jōetsu-Linie/Jōetsu-Shinkansen | ↑JR East: Jōetsu-Linie/Jōetsu-Shinkansen |
| Bahnhof · Bahnhof | 0.0                  | Echigo-Yuzawa (越後湯沢駅)               | Echigo-Yuzawa (越後湯沢駅)               |
| Strecke · Abzweig geradeaus und nach links · Strecke von rechts |                      |                                          |                                          |
| Strecke · Kopfbahnhof Streckenende · Tunnelanfang | 1,8                  | Gala-Yuzawa (ガーラ湯沢駅)               | Gala-Yuzawa (ガーラ湯沢駅)               |
| Strecke · Strecke (im Tunnel) |                      | ↓JR East: Jōetsu-Linie/Jōetsu-Shinkansen | ↓JR East: Jōetsu-Linie/Jōetsu-Shinkansen |

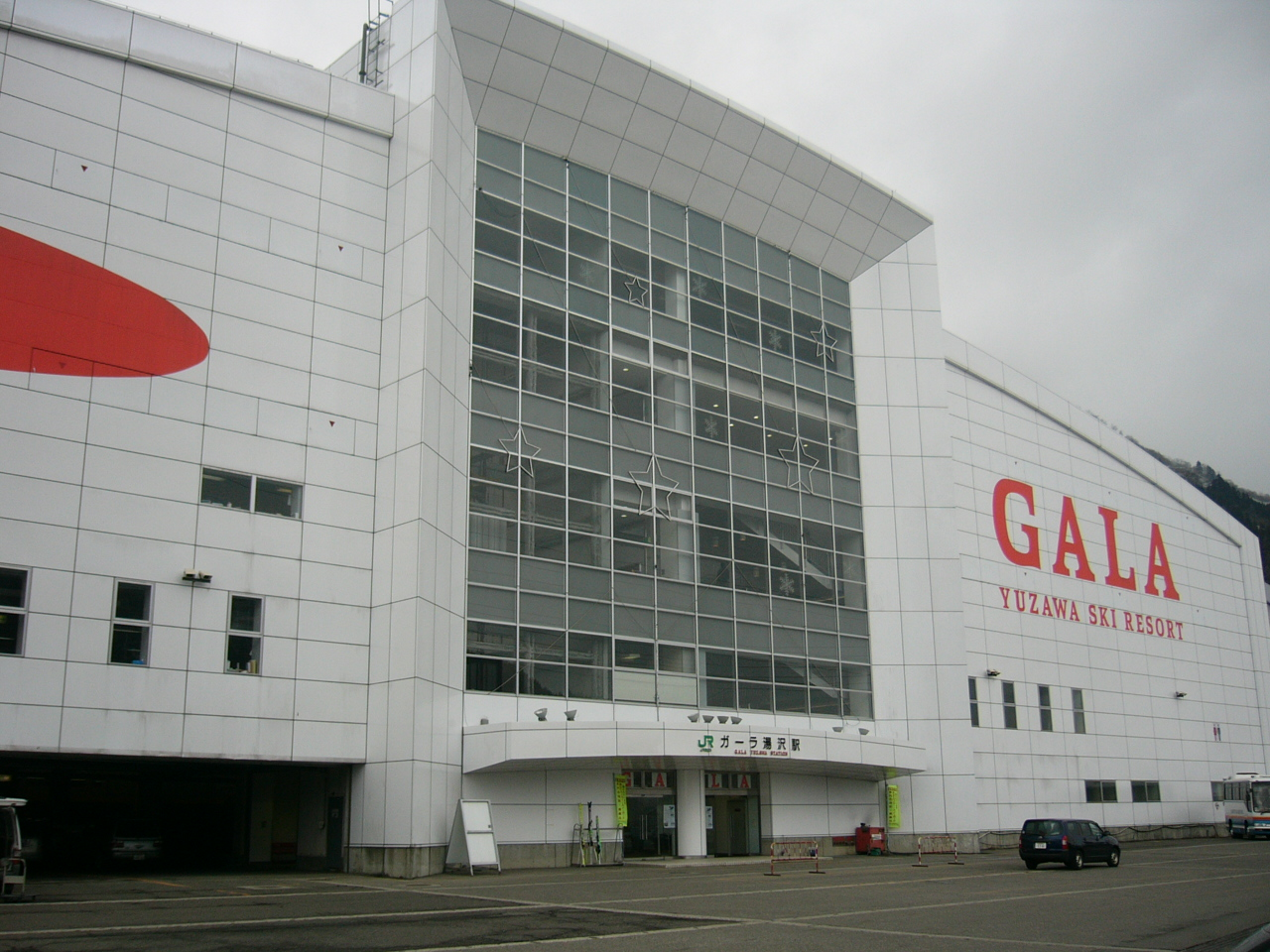
Bahnhof Gala-Yuzawa

Die Gala-Yuzawa-Linie (japanisch ガーラ湯沢線 Gāra-Yuzawa-sen) ist der inoffizielle Name einer 1,8 km kurzen Nebenstrecke der japanischen Schnellfahrstrecke Jōetsu-Shinkansen.

## Geschichte
Der Streckenabzweig vom Bahnhof Echigo-Yuzawa wurde ursprünglich aus betrieblichen Überlegungen während des Baus der Jōetsu-Shinkansen errichtet. Mit der Einrichtung des Skigebietes Gala-Yuzawa durch die East Japan Railway Company wurde die Strecke für den Fahrgastverkehr umgebaut und ein Bahnhof errichtet, der am 20. Dezember 1990 eröffnet wurde. Der Bahnhof befindet sich inmitten des Skigebietes, so dass einige Ski-Lifte direkt an den Bahnhof angrenzen.

## Betrieb
Die Gala-Yuzawa-Linie wird ausschließlich in den Wintermonaten in der Ski-Saison und ausschließlich von Tokio aus bedient. Alle Züge der Linie sind Tanigawa-Limited-Express-Verbindungen, die zuschlagpflichtig sind.
Außerhalb der Ski-Saison wird die Nebenstrecke entsprechend ihrer ursprünglichen Funktion als Wende- und Aufstellanlage für Jōetsu-Shinkansen genutzt, die in Echigo-Yuzawa enden.
Verkehrsrechtlich gehört die Gala-Yuzawa-Linie zu der schmalspurigen Jōetsu-Linie, ist aber nicht mit ihrem Gleiskörper verbunden.